# Schoepfiaceae
A Schoepfiaceae a valódi kétszikűek közé sorolt szantálfavirágúak (Santalales) rendjének egy már 1850-ben leírt családja. Sem a Cronquist-rendszer, sem az eredeti APG vagy az APG II-rendszer nem ismeri el a családot, az Olacaceae alá sorolva az ide tartozó nemzetségeket.
Molekuláris genetikai vizsgálatok szerint a Schoepfia nemzetség közelebb áll a Misodendraceae és Loranthaceae családokhoz, így a monofiletikusság fenntartása érdekében ki kellett zárni az Olacaceae családból. További vizsgálatok kimutatták, hogy a dél-amerikai Arjona és Quinchamalium (korábban a Santalaceae családba sorolt) nemzetségek is valószínűleg ebbe a családba tartoznak. Az APG III-rendszer újra elismeri a család létjogosultságát.

## Nemzetséglista
Az APG weboldala szerint:
- Arjona (az NCBI a Santalaceae-be helyezi)
- Schoepfia
- Quinchamalium (az NCBI a Santalaceae-be helyezi)